# Erna von Abendroth
Erna von Abendroth (* 4. Februar 1887 in Ostritz; † 26. September 1959 in München) war eine deutsche Krankenschwester.

## Werdegang
Erna von Abendroth war die Tochter des Rittmeisters Alexander Bernhard Ernst von Abendroth (1853–1926) und dessen Ehefrau Margarethe, geborene von Hagen (1853–1940). Ihr Bruder Friedrich von Abendroth (1884–1930) war kais. dt. Korvettenkapitän, dessen Sohn, ihr Neffe, Heinrich Hilmar von Abendroth, wurde Arzt. Erna von Abendroth selbst blieb unvermählt.
Nach der 8. Schulklasse besuchte sie fünf Jahre lang ein Lehrerinnenseminar in Dresden und legte dort im Jahr 1906 die Reifeprüfung ab. Zwischen Januar und März 1910 erlernte sie drei Monate lang Krankenpflege und arbeitete zwischen 1914 und 1918 in der Kriegskrankenpflege. Nach der Ausbildung zur Krankenschwester 1916 als freiwillige Albertinerin, studierte Erna von Abendroth nach dem Ersten Weltkrieg in Dresden und Leipzig und wurde 1921 mit einer Arbeit zum „Beruf der Krankenpflegerin mit besonderer Berücksichtigung der sächsischen Verhältnisse“ als erste deutsche Krankenschwester zum Dr. phil. promoviert.
Von Abendroth war Mitbegründerin der Städtischen Schwesternschaft Dresden und ab 1923 deren Oberin. Hier setzte sie sich für die Gleichberechtigung des Pflegeberufs mit anderen Gesundheitsberufen sowie die Professionalisierung des Pflegeberufs ein. 1924 rief von Abendroth die „Sächsische Oberinnen-Konferenz“ ins Leben. Maßgeblich beeinflusste sie mit Unterstützung des Ärztlichen Direktors, Otto Rostoski (1872–1962), die Gründung einer Krankenpflegeschule am Johannstädter Krankenhaus. Hier setzte sie ein dreijähriges Grundausbildungskonzept durch, in dem das erste Jahr der Ausbildung dem Erwerb hauswirtschaftlicher Kompetenzen, das zweite und dritte Jahr dem Erwerb pflegerischer Kompetenz gewidmet war. Theorie und Praxis der Pflege wurde hier jeweils zu gleichen Teilen unterrichtet. Nach Schließung der Schule 1932 verließ sie Dresden kurzzeitig und ging auf Vortragsreisen ins Ausland. Auf Einladung des Deutschen Schwesternverbandes und der Carl-Schurz-Stiftung in Philadelphia unternahm sie eine Studien- und Vortragsreise in die USA. Im Unterschied zu ihrer Nachfolgerin Amalie Rau, die im Dritten Reich Reichsfachschaftsleiterin war und zugleich den Posten der Oberin der Städtischen Schwesternschaft Dresden bekleidete, übernahm von Abendroth keine Funktion in der NS-Schwesternschaft. Ende der 1930er Jahre lebte Erna von Abendroth wieder in Dresden und war Mitglied der Landesabteilung Sachsen der Deutschen Adelsgenossenschaft. 1941 trat sie in die DRK-Schwesternschaft für Übersee in Berlin ein. Im Adressbuch von Halle an der Saale für das Jahr 1943 wurde Erna von Abendroth als Oberin im Jenaschen Fräuleinstift unter der Anschrift Rathausstraße 15 aufgeführt. Im Alter von 51 Jahren hatte sie dort eine Anwartschaft als Exspektantin als endgültige Antwort auf ihr Bewerbungsschreiben mit Lebenslauf bekommen, das sie sechs Jahre zuvor als 45-Jährige im Hinblick auf ihre künftige Alterssicherung geschrieben hatte, und wurde Stiftsdame.
Nach Entlassung aus amerikanischer Kriegsgefangenschaft als DRK-Schwester 1945 war von Abendroth zeitweilig als Krankenschwester in Radebeul bei Dresden tätig. Ab Mai 1946 leitete sie den Wiederaufbau der Werner-Schule des Deutschen Roten Kreuzes in Göttingen. 1951 ging sie in den Ruhestand. Ihre Nachfolgerin als Schulleiterin der Werner-Schule war Oberin Cläre Porth.
Ihre letzte Ruhestätte fand Erna von Abendroth im oberbayrischen Niederaudorf.

## Ehrungen
- 1952: Verdienstkreuz (Steckkreuz) der Bundesrepublik Deutschland